# Observatorio Astronómico de La Plata
Das Observatorio Astronómico de La Plata (engl. La Plata Astronomical Observatory) ist eine Sternwarte in der Stadt La Plata, Argentinien. Der IAU-Code ist 839.

## Geschichte
Die Errichtung wurde ab 7. Mai 1881 per Dekret des Gründers von La Plata und Gouverneurs von Buenos Aires Dardo Rocha, beschlossen. Der Bau begann 1883, ein Jahr nachdem das Pariser Observatorium Instrumente nach Argentinien sandte, um den Venustransit zu beobachten, der ein erhebliches wissenschaftliches Interesse barg und für dessen Beobachtung der Standort gut geeignet war.

## Ausstattung
Die größten Instrumente sind ein 80-cm-Spiegelteleskop, ein für die damalige Zeit hervorragendes Instrument, und ein 43-cm-Refraktor, beide hergestellt durch Firma von Paul Ferdinand Gaultier.
Die Sternwarte wurde wegen ihrer astronomiegeschichtlichen Bedeutung von der Internationalen Astronomischen Union zum Outstanding Astronomical Heritage erklärt.

## Standort
Das Observatorium umfasst mehrere Gebäude und liegt im Park Paseo del Bosque. Es ist auch als Volkssternwarte zugänglich. Dazu gehört auch ein Museum, das Museo de Astronomía y Geofísica.

## Entdeckungen
- (1029) La Plata (Asteroid)
- (965) Angelica
- (1254) Erfordia

## Persönlichkeiten
- Johannes Franz Hartmann (Direktor)
- Juan L. Rayces (Optiker)

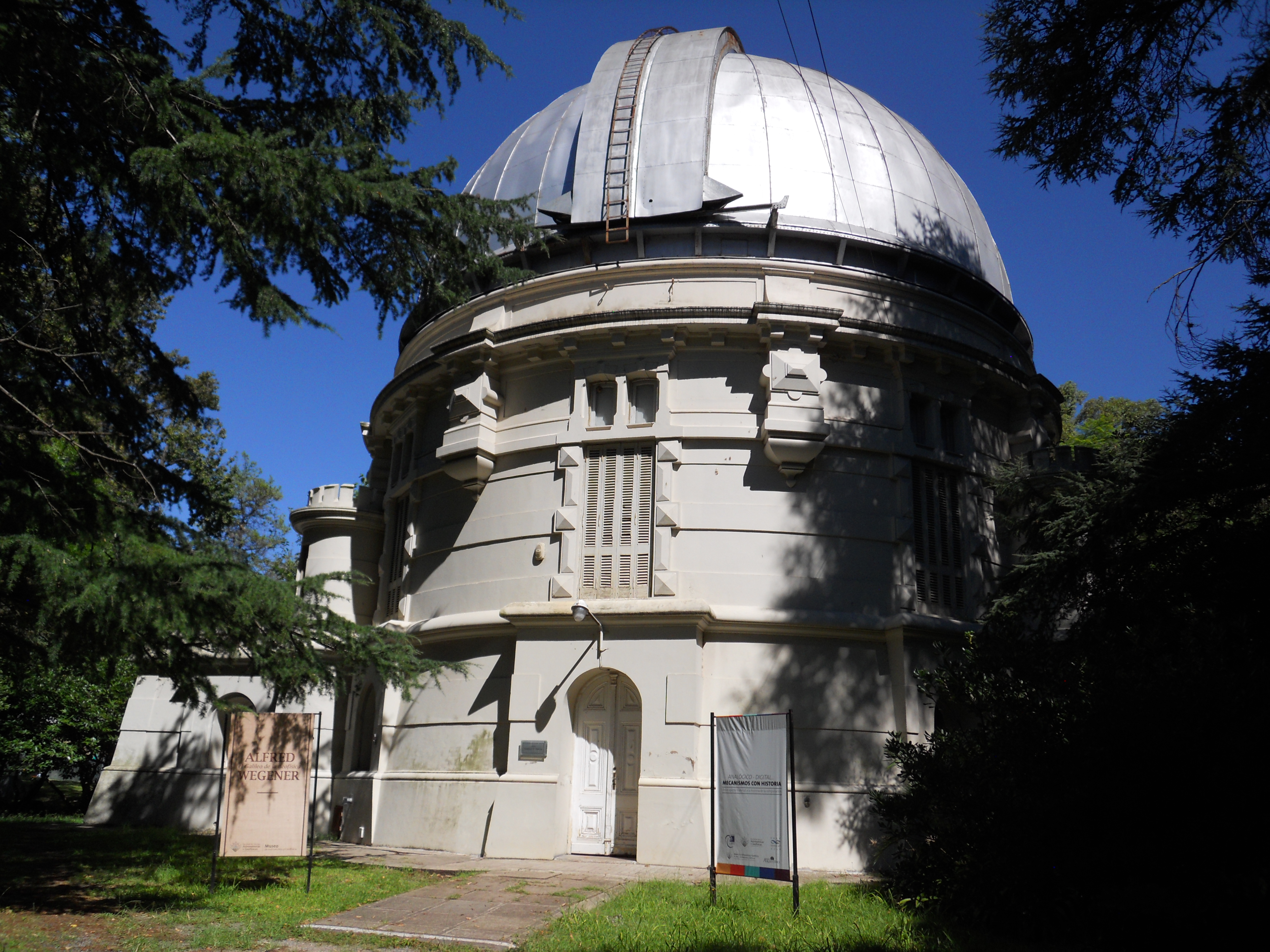
Das Museumsgebäude
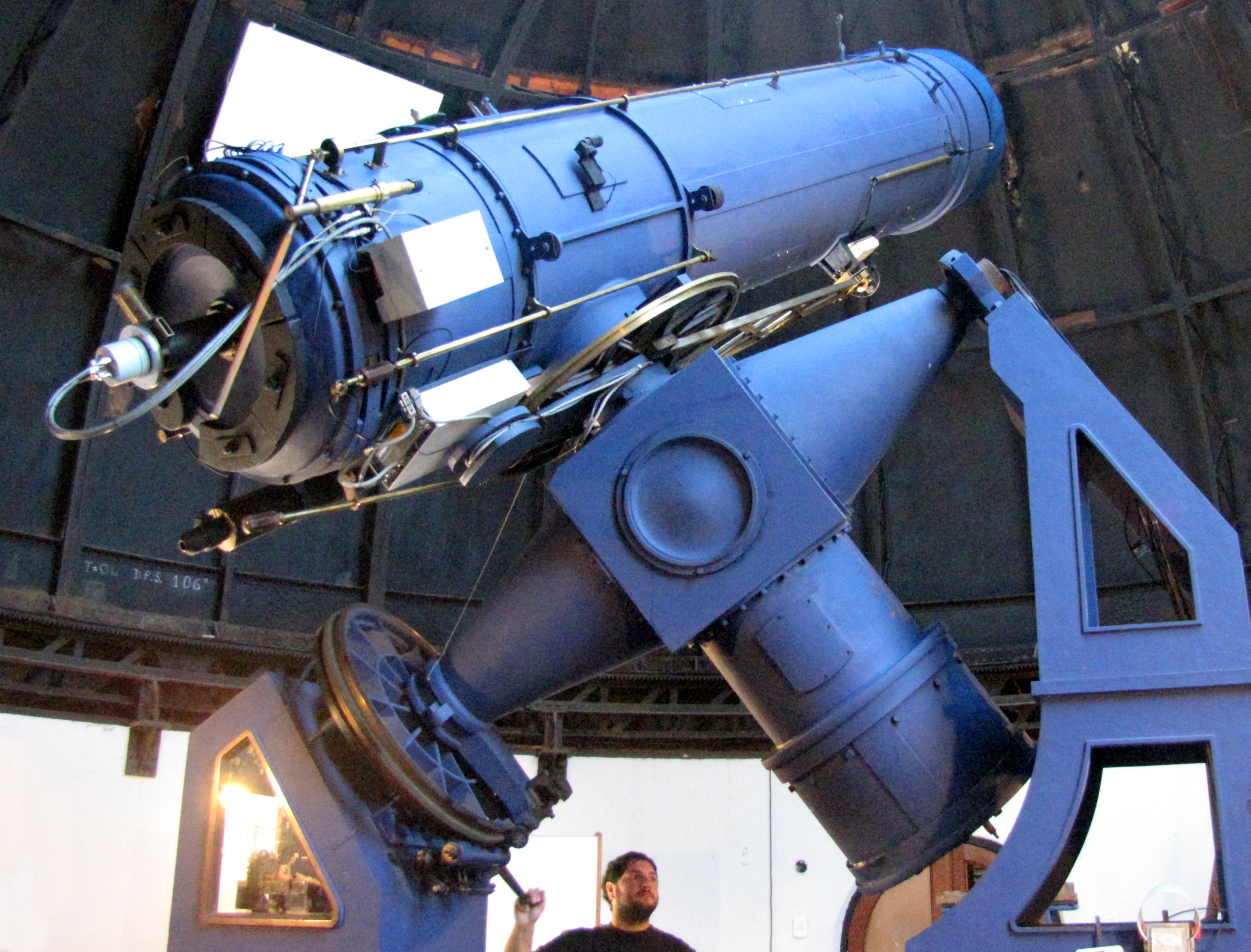
Spiegelteleskop
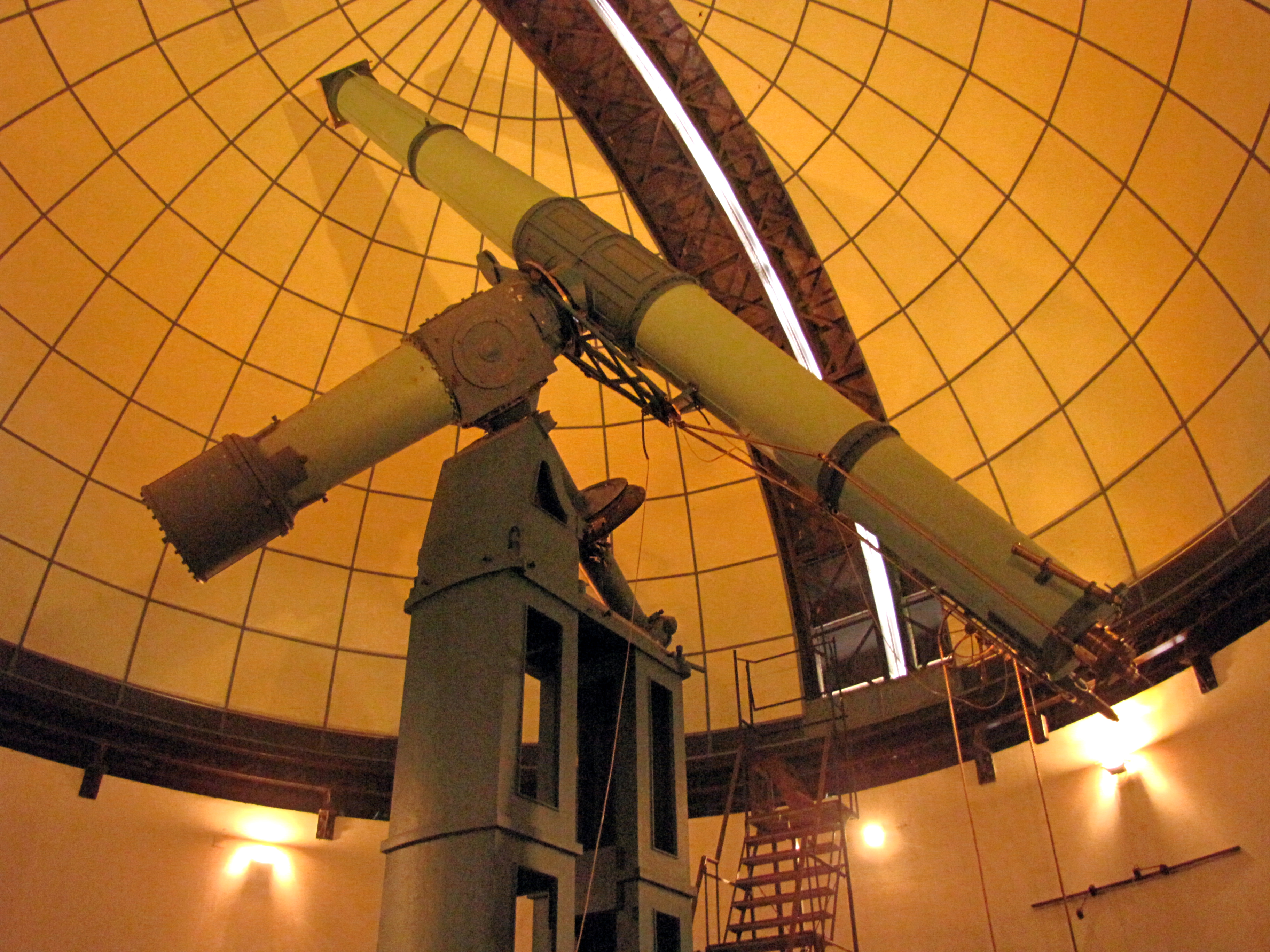
Linsenteleskop

## Nachweise
- Historia. auf fcaglp.unlp.edu.ar (spanisch)
- M. Gonzales: L’Observatoire astronomique de l’Université nationale de La Plata. In: Ciel et Terre, Volume 37. Bulletin of the Société Belge d’Astronomie, Brussels, 1921, S. 113 bibcode:1921C&T....37..113G.